# شليل العليا (شليل)
شلیل العلیا (بالفارسية: شلیل علیا) هي قرية تقع في إيران في قسم شلیل الريفي. يقدر عدد سكانها بـ 332 نسمة بحسب إحصاء 2016.